# دهستان یالانگ
دهستان یالانگ (به لاتین: Yalang Gewog) یک دهستان در کشور بوتان است که در ناحیهٔ تراشیانگتس واقع شده‌است.